# Балка Калинова (Бутова)
Балка Калинова (Бутова) — балка (річка) в Україні у Калінінському районі м. Донецька Донецької області. Ліва притока річки Кальміусу (басейн Азовського моря).

## Опис
Довжина балки приблизно 1,5 км, найкоротша відстань між витоком і гирлом — 1,48 км, коефіцієнт звивистості річки — 1,04.

## Розташування
Бере початок біля вулиці Марії Ульянової. Тече переважно на північний захід поміж вулицями Овнатаняна та Червонофлотською і біля Парку імені 30-річчя Перемоги впадає в річку Кальміус.

## Цікаві факти
- На лівому березі балки у пригирловій частині розташовані Донецький національний медичний університет та Обласна лікарня Калініна[4]